# Екуфлан
Екуфлан (фр. Ecouflant) насеље је и општина у западној Француској у региону Лоара, у департману Мен и Лоара која припада префектури Анже.
По подацима из 2011. године у општини је живело 3753 становника, а густина насељености је износила 220,51 становника/km². Општина се простире на површини од 17,02 km². Налази се на средњој надморској висини од 32 метара (максималној 50 m, а минималној 12 m).

## Демографија
| 1962. | 1968. | 1975. | 1982. | 1990. | 1999. | 2011. |
| ----- | ----- | ----- | ----- | ----- | ----- | ----- |
| 814   | 888   | 3.209 | 3.233 | 3.361 | 3.703 | 3.753 |

График промене броја становника у току последњих година